# 阿日哈沙特镇
阿日哈沙特镇，是中华人民共和国内蒙古自治区呼伦贝尔市新巴尔虎右旗下辖的一个乡镇级行政单位。

## 行政区划
阿日哈沙特镇下辖以下地区：
克尔伦嘎查、阿敦础鲁嘎查、呼德乐木日嘎查、布勒和木德勒嘎查和巴彦乌拉嘎查。